# Pseudoptilolepis chrysella
Pseudoptilolepis chrysella är en tvåvingeart som beskrevs av Schnell e Schuehli och De Carvalho 2005. Pseudoptilolepis chrysella ingår i släktet Pseudoptilolepis och familjen husflugor. Inga underarter finns listade i Catalogue of Life.